# Power Winterthur CC
Der Power Winterthur Cricket Club (kurz Power Winterthur CC und  Power WCC) ist ein Cricketclub aus Winterthur, der in der Premier League, der höchsten Schweizer T40-Cricketliga, spielt.

## Geschichte
Die Mannschaft aus Winterthur wurde 2009 erstmals Schweizer Cricket-Meister. 2010 und 2011 konnte der Club zweimal in Folge den Mr. Pickwick T20 Cup gewinnen. Nachdem der Club 2014 den Final um den Meistertitel gegen den Nomad CC noch verloren hatte, holte Power CC im September 2015 wiederum gegen den Nomad CC seinen zweiten Meistertitel und konnte im gleichen Jahr den T20-Wettbewerb das dritte Mal für sich entscheiden.

## Spielstätte
Der Klub spielt auf dem Kreuzplatz auf der Sportanlage Deutweg.